# Corambe evelinae
Corambe evelinae Er. Marcus, 1958 è un mollusco nudibranchio della famiglia Corambidae.
L'epiteto specifico è un omaggio alla zoologa tedesca Eveline Du Bois-Reymond Marcus (1901-1990), moglie di Ernst Marcus (1893-1968), descrittore della specie.

## Descrizione
L'esemplare più grande raccolto ha una lunghezza di 7 mm.

## Distribuzione e habitat
La zona di principale ritrovamento di questa specie è localizzata a 23° Sud e 45° Ovest, poco al largo delle coste brasiliane di Ubatuba, nello stato di San Paolo, al livello del mare.